# Lucio Cornelio Silla (console 5 a.C.)
Lucio Cornelio Silla (in latino: Lucius Cornelius Sulla; fl. I secolo a.C.) è stato un senatore romano.

## Biografia
Fu un senatore romano durante l'età augustea. Probabilmente era figlio di Publio Cornelio Silla, nominato console nel 65 a.C., quindi pronipote del dittatore romano Lucio Cornelio Silla. Fu console (insieme con l'imperatore Augusto) nel 5 a.C.. 
I suoi figli furono Fausto Cornelio Silla e Lucio Cornelio Silla Magno, entrambi diventati senatori durante il regno dell'imperatore Tiberio.
Sul Compitum Acili, un piccolo altare dedicato ai Lares Compitales ritrovato sulla Velia durante i lavori per la costruzione della via dei Fori Imperiali, è stata ritrovata un'iscrizione che si riferisce all'anno del suo consolato:
[Imp(eratore) Cae]sare Augusti(!) pontif(ice) max{s}(imo) trib(unicia) potest(ate) XVIII

[imp(eratore) XIV L(ucio) Cor]nelio Sulla co(n)s(ulibu)s mag(istri) secun(di) vici compiti Acili

[3] Licinius M(arciae) Sextiliae l(ibertus) Diogenes / L(ucius) Aelius L(uci) l(ibertus) Hilarus / M(arcus) Tillius M(arci) l(ibertus) Silo